# Anisothecium rufipes
Anisothecium rufipes là một loài Rêu trong họ Dicranaceae. Loài này được (Müll. Hal.) Dusén mô tả khoa học đầu tiên năm 1903.